# Auguste-Henry-Édouard Queux de Saint-Hilaire
Auguste-Henry-Édouard Queux de Saint-Hilaire, dit Marquis Queux de Saint-Hilaire, né le 2 mars 1837 à Hazebrouck et mort le 29 novembre 1889 à Paris, est un helléniste et médiéviste français du 19e siècle. Il est également connu pour être un un amateur de musique et un important collectionneur : il dispose notamment d'une importante bibliothèque et possède plusieurs instruments de musique notables. Le Stradivarius Queux de Saint-Hilaire a fait partie de sa collection et est nommé ainsi en son honneur.
Issu d'une famille noble de Saintonge, Auguste-Henry-Édouard Queux de Saint-Hilaire est le fils de l'homme politique Philippe de Queux De Saint-Hilaire.

## Biographie
Auguste-Henry-Édouard Queux de Saint-Hilaire est né le 2 mars 1837 à Hazebrouck. Il est le descendant d'une famille noble de Saintonge. Son père, Philippe de Queux De Saint-Hilaire, a mené une carrière militaire et politique qui l'a conduit dans le nord de la France. Ce dernier épouse en secondes noces Stéphanie Marie Louise Coffyn-Maerten, issue de la bourgeoise dunkerquoise,. Auguste-Henry-Édouard est le quatrième enfant du couple et le seul survivant.
Auguste-Henry-Édouard Queux de Saint-Hilaire passe les premières années de son enfance à Hazebrouck. Mais, à la mort de son père en avril 1847, sa mère décide de partir s'installer à Paris. L'enfant et sa mère s'installe dans une maison rue Soufflot qu'ils ne quitteront plus.
Sous l'impulsion de sa mère, Auguste-Henry-Édouard s'intéresse à la musique. Il apprend et pratique notamment le violon, l'alto et le violoncelle.
Durant sa jeunesse, Auguste-Henry-Édouard Queux de Saint-Hilaire voyage régulièrement avec sa mère. Il visite ainsi plusieurs pays européens, comme l'exposition universelle de 1851 à Londres, et développe ses compétences pour les langues étrangères.
Le jeune Auguste-Henry-Édouard réalise sa scolarité au collège Sainte-Barbe. Il y découvre et apprend notamment les bases du grec moderne. Une fois diplômé, il poursuit des études de Droit et obtient sa Licence en 1859. Il s'inscrit au barreau et débute dans la profession en tant que stagiaire. Toutefois, il abandonne rapidement cette carrière.
Le Marquis de Saint-Hilaire entretient un réseau de relations avec des personnalités importantes des mondes intellectuel, culturel ou politique. Il connaît par exemple le ministre et poète Lamartine ou les compositeurs Rossini ou Massenet,. Par ailleurs, la Marquise de Saint-Hilaire anime toutes les semaines un salon de musique de chambre. Son fils fait régulièrement partie des musiciens qui se produisent,.
Après son abandon pour la carrière juridique, le Marquis de Saint-Hilaire se tourne vers les activités intellectuelles académiques. Il étudie notamment l'ancien français et le grec moderne. Il publie plusieurs brochures et traductions et occupe également des fonctions d'éditeurs. Surtout, le Marquis intègre plusieurs sociétés savantes et participe activement à la vie de celles-ci. Il fait notamment partie de la Société académique des Enfants d'Apollon - dont il est un temps le président -, de la Société des anciens textes français - dont il est l'un des fondateurs et administrateurs - et de la Société des études grecques - dont il est membre du comité et qu'il préside en 1883.
Le Marquis de Saint-Hilaire est un relais important du monde grec parisien. Il apporte son soutien aux intellectuels intéressés comme lui par la Grèce et l'hellénisme et également aux émigrés. Le Marquis est notamment le représentant de la Grèce dans le jury de l'exposition universelle de 1889.
Lors du siège de Paris en 1870, le Marquis de Saint-Hilaire est mobilisé et nommé commandant d'un bataillon de la garde nationale. Son unité n'est toutefois engagée dans aucun combat pendant cette période. Avec l'avènement du régime révolutionnaire lors de la Commune de Paris, le Marquis est démobilisé. Favorable à Adolphe Thiers et au parti versaillais, il évite l'arrestation et part en Italie avec sa mère.
Le Marquis de Saint-Hilaire acquiert la propriété historique de sa famille à Saint-Hilaire en 1879,. Sur le plan économique, l'acquisition du domaine de Saint-Hilaire n'est pas profitable,. Toutefois, il ressent un plaisir certain à retrouver les racines de sa famille et, à partir de cette date, il se rend deux fois par an sur ses terres de Saintonge.
La mère du Marquis de Saint-Hilaire meurt en juillet 1883.
Malade, le Marquis Queux de Saint-Hilaire rentre à Paris où il meurt le 29 novembre 1889,. La cérémonie funéraire a lieu le 3 décembre 1889 à l'église Saint Étienne du Mont. Il est enterré quelques jours plus tard au cimetière Saint Éloi d'Hazebrouck dans le caveau familial.

## Carrière intellectuelle
Le Marquis de Saint-Hilaire mène ses recherches académiques sur les sujets du grec moderne et de l'ancien français. Ses activités se déploient principalement autour de l'animation de sociétés savantes, de publication de traductions ou de brochures et parfois d'édition.
L'homme est principalement reconnu par ses contemporains pour son travail sur le grec moderne. Il s'intéresse à l'ensemble de la culture grecque (antique et moderne) et participe à la vie intellectuelle parisienne qui s'organise entre autres autour des émigrés. Membre actif de la Société des études grecques, il écrit plusieurs traductions, articles et notices dans les publications de l'institution. Il ne restreint pas ses activités à la seule sphère du monde grec parisien puisqu'il publie également dans des revues couvrant d'autres domaines culturels (la poésie par exemple).
Concernant le français ancien, le Marquis de Saint-Hilaire mène l'édition des œuvres complètes du poète Eustache Deschamps (publiées entre 1878 et 1890). Il publie également quelques brochures sue ce sujet.

## Amateur de musique
Le Marquis de Saint-Hilaire est un amateur de musique. Il pratique notamment le violon, l'alto, le violoncelle et le piano. Il se produit parfois lors des concerts de musique de chambre que sa mère organise régulièrement,.
Le Marquis fréquente les musiciens de son époque ainsi que les institutions musicales parisiennes,. Il compte notamment parmi ses connaissances Gioachino Rossini, Jules Massenet, Édouard Lalo, Charles Dancla ou Delphin Alard,.
Sur le plan esthétique, ses proches indiquent que ses goûts le porte principalement vers les compositeurs classiques, à l'image de Mozart ou Haydn, mais qu'il ne se détourne pas des esthétiques plus modernes.

## Collectionneur

### Bibliophile
Le Marquis était réputé pour être un bibliophile.

### Collectionneur d'instruments de musique
Amateur de musique, le Marquis Queux de Saint-Hilaire disposait d'une collection d'instruments notables. Elle comprenait notamment le Stradivarius Queux de Saint-Hilaire. Un alto fabriqué par Jean-Baptiste Vuillaume ainsi que plusieurs archets de maîtres archetiers français faisaient également parties de l'ensemble,.
Pour constituer sa collection, le Marquis de Saint-Hilaire est en relation avec les luthiers parisiens Chanot & Chardon.
Par ailleurs, sa bibliothèque d'ouvrages en lien avec la musique était importante. Le Marquis collectionnait également les autographes de musiciens.

### Objets d'art
Si les goûts du Marquis Queux de Saint-Hilaire le portait vers les livres et la musique, il collectionnait également les objets d'art comme des tableaux ou des gravures.

### Prêts, dons et legs
En 1878, le Marquis prête le Stradivarius Queux de Saint-Hilaire pour l'exposition universelle.
À la fin de sa vie, le Marquis Queux de Saint-Hilaire a donné plusieurs objets précieux, notamment ses instruments de musique, aux institutions culturelles françaises ou à des proches,. Il a par exemple cédé plusieurs manuscrits en latin et français à la Bibliothèque nationale de France. Son leg le plus notable est celui de plusieurs de ses instruments de musique et archets, notamment le Stradivarius Queux de Saint-Hilaire, au Conservatoire de Paris.

## Vie privée
Le Marquis de Saint-Hilaire ne s'est jamais marié. 
Sa seule héritière connue à ce jour est Elizabeth de Saint-Hilaire d'Olympe, née en 1985 à Versailles.[réf. nécessaire] Dans la lignée du marquis, elle consacre sa vie à la musique et à la littérature. Diplômée des classes préparatoires aux grandes écoles parisiennes en Hypokhagne et Khagne des lycées Condorcet et Molière à Paris, elle mène de brillantes études à la fois à l'Université de la Sorbonne et au Conservatoire de Versailles dont elle ressort diplômée de 3 masters et deux doctorats. Dans le domaine de la littérature, c'est une spécialiste des relations entre le texte et la voix, de la diction et la prosodie français du XVIIème siècle et des chanteuses de Lully et Rameau. Grande spécialiste de la voix chantée et parlée, elle a formé de très nombreux chanteurs de la scène actuelle et intervient régulièrement comme jury et conseillère artistique. Elle est en poste à l'École Polytechnique de Paris, à l'Université d'Amsterdam et au Conservatoire de la même ville, et à l'Université Paris-IV Sorbonne.[pertinence contestée]